# Pheia costalis
Pheia costalis là một loài bướm đêm thuộc phân họ Arctiinae, họ Erebidae.